# Мергель (приток Вольги)
Мергель — река в России, протекает во Владимирской области. Устье реки находится в 10 км по левому берегу реки Вольга восточнее деревни Чуприяново. В Костине река протекает через Барский пруд, затем проходит через лес, принимает в себя реку Слезиху и южнее посёлка Вольгинского впадает в реку Вольгу.
Длина реки составляет 15 км, площадь водосборного бассейна — 61,4 км².

## Данные водного реестра
По данным государственного водного реестра России относится к Окскому бассейновому округу, водохозяйственный участок реки — Клязьма от города Орехово-Зуево до города Владимир, речной подбассейн реки — бассейны притоков Оки от Мокши до впадения в Волгу. Речной бассейн реки — Ока.
Код объекта в государственном водном реестре — 09010300712110000031733.